# Croydon, New South Wales
Croydon este o suburbie în Sydney, Australia.